# Germanisering

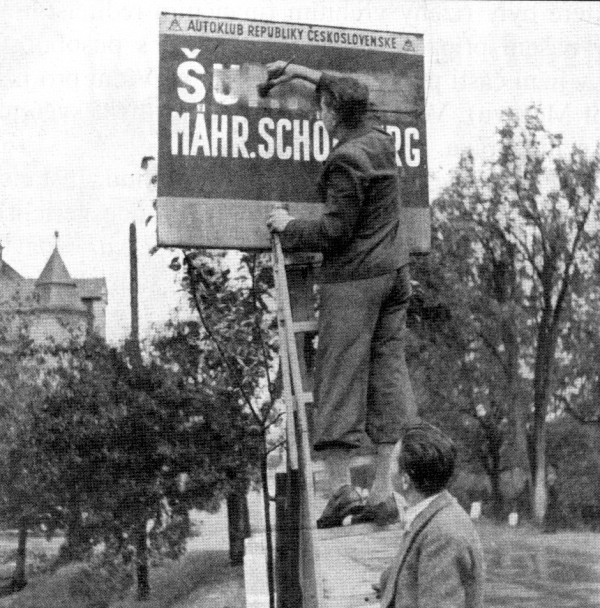
Tjeckiska namn på vägskyltar blev övermålade av sudettyskar efter Nazitysklands ockupation av Tjeckoslovakien 1938. Foto från Šumperk/Mährisch Schönberg.

Germanisering avser att genom till exempel språk och kultur förtyska geografiska områden som tidigare inte varit tyska. Denna expansion skedde under medeltiden österut från tysktalande områden till områden bebodda av slaviska folk. Exempelvis Mecklenburg, Pommern, Brandenburg, och Ostpreussen. I östra Tyskland lever fortfarande en minoritet av slaviska sorber som en rest av befolkningsgrupper som germaniserats och assimilerats med tyska befolkningar. Begreppet kallas på tyska för ostsiedlung, och innebar att dessa områden långsamt germaniserades. Spår av slaviska bosättningar hittar man inte sällan på kartbilden, som i vissa områden av nuvarande Tyskland domineras av slavisktklingande namn. Några exempel på tidigare slaviska ortsnamn är Güstrow, Berlin, Sassnitz, Bad Doberan.

## Under nazismen
I ett tal kort efter maktövertagandet år 1933 talade Adolf Hitler om Tysklands framtida erövring av livsrum i öster och germaniseringen av slaviska stater. Det kom att innebära bortförande av exempelvis polska barn, likvidation av intelligentian i ockuperade länder, men även geografiska namnbyten och deportering av dessa områdens befolkning. Ett exempel är norra Slovenien, där en stor del av den slovenska befolkningen sändes till arbetsläger under andra världskriget, och området tillfördes det österrikiska området Steiermark. Etniska tyskar från södra Slovenien flyttades norrut då denna del tillföll den fascistiska lydstaten Kroatien. 